# La Chapelle-Monthodon
La Chapelle-Monthodon és un municipi francès situat al departament de l'Aisne i a la regió dels Alts de França. L'any 2007 tenia 181 habitants.

## Demografia

### Població
El 2007 la població de fet de La Chapelle-Monthodon era de 181 persones. Hi havia 70 famílies de les quals 16 eren unipersonals (8 homes vivint sols i 8 dones vivint soles), 19 parelles sense fills, 31 parelles amb fills i 4 famílies monoparentals amb fills.
La població ha evolucionat segons el següent gràfic:
Habitants censats

### Habitatges
El 2007 hi havia 101 habitatges, 71 eren l'habitatge principal de la família, 20 eren segones residències i 10 estaven desocupats. Tots els 100 habitatges eren cases. Dels 71 habitatges principals, 60 estaven ocupats pels seus propietaris, 7 estaven llogats i ocupats pels llogaters i 5 estaven cedits a títol gratuït; 1 tenia una cambra, 3 en tenien dues, 7 en tenien tres, 13 en tenien quatre i 47 en tenien cinc o més. 60 habitatges disposaven pel capbaix d'una plaça de pàrquing. A 31 habitatges hi havia un automòbil i a 35 n'hi havia dos o més.

### Piràmide de població
La piràmide de població per edats i sexe el 2009 era:
| Homes | Edats   | Dones |
| ----- | ------- | ----- |
| 0     | 95 o +  | 0     |
| 0     | 90 a 94 | 0     |
| 0     | 85 a 89 | 4     |
| 0     | 80 a 84 | 0     |
| 0     | 75 a 79 | 8     |
| 4     | 70 a 74 | 4     |
| 12    | 65 a 69 | 8     |
| 0     | 60 a 64 | 4     |
| 0     | 55 a 59 | 0     |
| 4     | 50 a 54 | 4     |
| 12    | 45 a 49 | 4     |
| 12    | 40 a 44 | 16    |
| 8     | 35 a 39 | 0     |
| 8     | 30 a 34 | 12    |
| 4     | 25 a 29 | 0     |
| 4     | 20 a 24 | 8     |
| 12    | 15 a 19 | 8     |
| 24    | 10 a 14 | 16    |
| 4     | 5 a 9   | 8     |
| 4     | 0 a 4   | 4     |

## Economia
El 2007 la població en edat de treballar era de 116 persones, 87 eren actives i 29 eren inactives. De les 87 persones actives 80 estaven ocupades (47 homes i 33 dones) i 7 estaven aturades (4 homes i 3 dones). De les 29 persones inactives 10 estaven jubilades, 12 estaven estudiant i 7 estaven classificades com a «altres inactius».

### Ingressos
El 2009 a La Chapelle-Monthodon hi havia 76 unitats fiscals que integraven 197,5 persones, la mediana anual d'ingressos fiscals per persona era de 22.559 €.

### Activitats econòmiques
Dels 8 establiments que hi havia el 2007, 1 era d'una empresa extractiva, 1 d'una empresa de fabricació d'altres productes industrials, 3 d'empreses de construcció, 1 d'una empresa de comerç i reparació d'automòbils, 1 d'una empresa d'hostatgeria i restauració i 1 d'una empresa de serveis.
Dels 5 establiments de servei als particulars que hi havia el 2009, 2 eren tallers de reparació d'automòbils i de material agrícola, 1 paleta, 1 fusteria i 1 lampisteria.
L'any 2000 a La Chapelle-Monthodon hi havia 24 explotacions agrícoles que ocupaven un total de 987 hectàrees.

## Poblacions més properes
El següent diagrama mostra les poblacions més properes.